# برات (برمجية)
پرات (تُكتب Praat وتُنطق بالهولندية: [ˈpraːt]، وهي كلمة تعني حرفيًّا "تَكَلَّمْ") هي برمجية حُرَّة مجَّانية للتحليل الصوتي العلمي، يُطوِّرها پول بويرزما وديڤد ويننك من جامعة أمستردام تعمل على عدد من أنظمة التشعيل كويندوز وماك أو إس وأنظمة تشغيل يونكس. برنامج پرات يدعم التخليق الصوتي.